# Flisby församling
Flisby församling var en församling i Linköpings stift inom Svenska kyrkan. Församlingen uppgick 1 januari 2007 i Norra Solberga-Flisby församling.
Församlingskyrka var Flisby kyrka.

## Administrativ historik
Församlingen har medeltida ursprung
Församlingen var till 1962 moderförsamling i pastoratet Flisby och Norra Solberga för att från 1962 vara annexförsamling i samma pastorat. 1 januari 2007 uppgick församlingen i Norra Solberga-Flisby församling.
Församlingskod var 068206.

## Kyrkoherdar
| Verksam   | Namn                                | Levnadstid | Övrigt          |
| --------- | ----------------------------------- | ---------- | --------------- |
| 1325      | Johannes                            |            | Curatus.        |
| 1381–1386 | Petrus                              |            |                 |
| 1429      | Paulus                              |            |                 |
| 1513      | Petrus                              |            |                 |
| 1520      | Georgius Danus                      |            |                 |
| 1526      | Bothvidus                           |            |                 |
| 1540      | Magnus                              |            |                 |
| 1556      | Sveno                               |            |                 |
| 1563      | Georgius Montanus                   |            |                 |
| 1569–1585 | Michael Erici Arosiensis            |            | Avsatt 1585.    |
| 1585–1624 | Benedictus Joannis                  | –1624      |                 |
| 1625–1642 | Daniel Benedicti                    | –1642      | Kontraktsprost. |
| 1643–1656 | Andreas Guestadius                  | –1656      |                 |
| 1657–1676 | Magnus Montilius                    | –1676      |                 |
| 1677–1701 | Laurentius Wallenius                | –1701      |                 |
| 1702      | Johannes Bruzelius                  | 1663–1702  |                 |
| 1703–1733 | Johannes Styrenius                  | 1668–1733  |                 |
| 1734–1753 | Nicolaus Danielis Ekerman           | 1694–1753  | Prost.          |
| 1755–1782 | Johan Mårtensson                    | 1715–1782  | Kontraktsprost. |
| 1783–1831 | Claes Magnus Livin                  | 1753–1831  | Kontraktsprost. |
| 1832–1850 | Anders Jacob Danielsson Cnattingius | 1792–1864  |                 |
| 1851–1864 | Andreas Nicolaus Schmidt            | 1806–1878  | Kontraktsprost. |

## Klockare och organister
| Ämbetstid | Namn                    | Levnadstid | Övrigt                |
| --------- | ----------------------- | ---------- | --------------------- |
| 1807–1812 | Carl Fredrik Grönstrand | 1763–      | Klockare              |
| 1819–1851 | Abraham Norberg         | 1779–1851  | Klockare              |
| 1853–1896 | Anders Wilhelm Nyberg   | 1830–1896  | Klockare och organist |
| 1897–1900 | Jakob Axel Rylander     | 1866–      | Klockare och organist |